# جسدهای سرشناس
جسدهای سرشناس (انگلیسی: Illustrious Corpses؛ ‏ایتالیایی: Cadaveri eccellenti) که در ایران با نام‌های دیگری همچون «جسدهای عالی»، «اجساد عالیمقام‌ها»، «جسدهای عالی‌جنابان» و «جنازه‌های سرشناس» هم شناخته می‌شود، یک فیلم دلهره‌آور ایتالیایی به کارگردانی فرانچسکو رزی است که در سال ۱۹۷۶ منتشر شد. این فیلم در جشنواره فیلم کن ۱۹۷۶ نمایش داده شد، اما به بخش رقابت‌های اصلی آن راه نیافت. در سال ۲۰۱۰ این فیلم وارد فهرست ۱۰۰ فیلم به‌یادماندنی سینمای ایتالیا شد.

## بازیگران
- لینو ونتورا
- تینو کارارو
- مارسل بوزوفی
- پائولو بوناچلی
- آلن کنی
- لوئیجی پیستیلی
- تینا اَمون
- رناتو سالواتوری
- پائولو گراتسیوزی
- آنا پروکلمر
- فرناندو ری
- ماکس فون سیدو
- شارل وانل